# Plymouth Argyle Football Club
O Plymouth Argyle Football Club é um clube de futebol da Inglaterra. Atualmente disputa a Football League One.

## História
O clube foi fundado em 1886 como Argyle Football Club, tendo seu primeiro jogo contra o Dunheved College (atualmente Launceston College), em Launceston, onde grande parte dos jogadores haviam estudado. O mau desempenho o forçou em 1894 a "fechar as portas", sendo refundado em 1897. Em 1898, tornou-se um clube poliesportivo, utilizando o nome Argyle Athletic Club.
Muita especulação e rumores rodeiam a origem do nome Argyle. Uma explicação que o clube foi nomeado em homenagem aos Argyll e Sutherland Highlanders, um regimento do exército que tinha um time de futebol forte. Outra, e talvez mais provável, teoria, dadas as respectivas colocações geográficas - sugere que o nome vem do bar Argyle Tavern, que os membros fundadores possam ter frequentado, ou a rua chamada Argyle Terrace.
O clube adotou seu nome atual quando se tornou profissional em 1903, jogando na Southern League. O primeiro jogo como profissional foi em 1 de setembro de 1903, contra o West Ham United, vencendo-o por 2 a 0, com Jack Peddie tendo marcado o primeiro gol.
Na temporada 2024/25 da Emirates FA Cup o Plymouth eliminou o poderoso Liverpool na quarta fase da competição.

## Títulos
- EFL League One: 2022/23